# (9304) 1986 RA5
A (9304) 1986 RA5 a Naprendszer kisbolygóövében található aszteroida. Henri Debehogne fedezte fel 1986. szeptember 1-én.